# Neanis
Neanis — викопний рід птахів, що, можливо належить до ряду Дятлоподібні (Piciformes). Рід містить два види — Neanis schucherti та Neanis kistneri, останній, проте, може бути віднесений до окремого роду. Викопні рештки обидвох видів знайдені у пластах формації Грін Рівер в США та датується раннім еоценом (52 млн років тому). Обидва види описаних по добре збережених, але неповних, кістяках.
Систематичне положення роду незрозуміле і викликає певні суперечки. Спочатку рід віднесений до горобцеподібних. Подальші дослідження показали близькість роду до дятлоподібних. Останні ж дослідження зблизили рід з сиворакшоподібними або ж це може бути форма, що родинна до спільного предка дятлоподібних та сиворакшоподібних.